# Betlehems stjärna (Christie)
Betlehems stjärna (engelska: engelska: Star Over Bethlehem) är en illustrerad bok med poesi och noveller över ett religiöst tema av deckarförfattaren Agatha Christie. Den publicerades under namnet "Agatha Christie Mallowan" (vars enda andra bok som publicerades under denna signatur var den korta självbiografin Come, Tell Me How You Live från 1946). Den publicerades i Storbritannien den 1 november 1965.
Volymen innehåller fem dikter och sex noveller, alla på temat kristendom. En del av dikterna kan ses som kommentarer eller epiloger till novellerna (t.ex. Guld, rökelse och myrra syftar på de gåvor i stallet som den odygdiga åsnan i den föregående berättelsen försöker äta). Även om verket är relativt okänt, så anges detta arbete, när det överhuvudtaget refereras till, ofta som att det är för barn. Berättelserna den innehåller är dock starkt riktade till en vuxen publik och med vuxna teman, särskilt för 1965. Till exempel i berättelsen Turbåten försöker Mrs Hargreaves städerska lasta över sina problem på sin arbetsgivare, varav den viktigaste är att hennes dotter dör på sjukhus efter att en illegal abort gick fel.
Lite är känt om varför innehållet i denna bok skrevs, men Christie är känd för att ha behållit starka religiösa övertygelser under hela sitt liv. Hon sägs också ha varit nöjd med förlaget Collins planer för publikationen och dess illustrationer av Elsie Wrigley och glad över mottagandet av boken och, för en gångs skull, önskemål om att den skulle bli signerad.

## Noveller

### Betlehems stjärna
Jungfru Maria är ensam i stallet i Betlehem med Jesusbarnet när hon får besök av en ängel. Han berättar för jungfrun att hon har fått en glimt av framtiden och visar Jesus ensam och rädd i Getsemane trädgård när han ber innan han arresteras, sedan en vision av Jesus som bär sitt kors på väg till sin korsfästelse, och sedan slutligen på korset när han förklaras av översteprästen som en hädare. Ängeln erbjuder Maria valet att ge tillbaka barnet till Gud för att undvika dessa kval i framtiden och säger till henne att hon bör betrakta valet som sitt eget utan några samvetsbetänkligheter från Gud själv. Maria minns plötsligt leendet på sin sons ansikte när han såg på sina sovande lärjungar i Getsemane och ett liknande uttryck i ansiktet på en av syndarna som också fanns på ett kors på Golgata. Hon avvisar det erbjudande, som ängeln ger henne. Han försvinner när Josef kommer in i stallet. Ängeln visar sig sedan vara i förklädd skepnad, som svär att en dag komma tillbaka och fresta Jesus själv. När han flyger genom himlen mot helvetet misstas hans passage för en stjärna av de tre vise männen.

### Den odygdiga åsnan
En skrytsam åsna vägrar att uppföra sig eller lyda sin herres order. Med ett eget sinne lämnar den sin herre och lyckas vandra genom Judéen. Den tar sin tillflykt till stallet i Betlehem och bevittnar födelsen av Jesus, herdarna, de tre vise männen och en ängels besök. När Jesusbarnet inspekterar de gåvor som de tre vise männen lämnat efter sig för att få något att äta, rör han vid åsnans öra och dess karaktär förvandlas. Den blir åsnan som tar Josef, Maria och Jesus till Egypten, en gång i tiden vet av instinkt när Herodes soldater är i närheten och gömmer dem.

### Turbåten
Mrs Hargreaves, en medelålders änka, bor ensam i London. Hennes två vuxna barn är gifta och bor långt borta. Hon är bekväm på egen hand men ogillar människor, deras bekymmer och klagomål. Hon är en generös givare till välgörenhet men vill inte själv vara involverad och känner sig isolerad från alla runt omkring henne till den grad att till och med en shoppingexpedition blir en prövning. Hon längtar efter att vara ensam och tar en turbåt till Greenwich och under resan rör hon vid den vävda kappan som tillhörde en man med arabiskt utseende som satt i fören på båten. Hon genomgår något av en religiös omvändelse och ser plötsligt andra människors problem som irriterat henne i ett nytt ljus. Hon tycker sig veta vem mannen var. På båten är mannen försvunnen. Kaptenen berättar för styrmannen som hämtade ut biljetterna att han måste ha missat att gå i land eftersom han inte kunde gå på vattnet...

### I aftonens svalka
Major Rodney Grierson och hans hustru Janet befinner sig på aftonsång. Hon ber desperat om en mirakelkur för deras son Alan, som är tretton år och lindrigt efterbliven. När de kommer hem efter gudstjänsten hälsar Alan dem välkomna med en märklig varelse som han har hittat i trädgården. Den är delvis groda, har vingar och fjädrar och är en mutation som orsakas av en läcka för en tid sedan från en lokal forskningsstation på Downs. Alan berättar för dem att han har döpt varelsen till "Raphion" och han har döpt den och andra konstiga varelser med hjälp av sin "vän" som befinner sig längst ner i trädgården. Alan vill veta var de har varit och vad en "kyrka" är. Hans föräldrar säger till honom att det är Guds hus. Efter middagen ber Alan om lov att få gå tillbaka ner till botten av trädgården och hjälpa sin "vän" att fortsätta namnge den nya arten. Hans föräldrar säger ja och Alan träffar sin "vän" igen. Medan de fortsätter att namnge de nya djuren, frågar Alan Honom om Han är Gud. Han svarar ja och när han tillfrågas om han bor i en kyrka, svarar han: "Jag bor på många platser... Men ibland, när det är svalt på kvällen, går jag i en trädgård – med en vän och pratar om den nya världen..."

### Befordran från den högste
Det är nyårsafton år 2000. Mitt i natten ser en berusad man, Jacob Narracott, en märklig procession som är på väg nerför kullen från kyrkan. Det finns fjorton personer, bland dem en kvinna som bär ett hjul (Sankta Katarina) och en man som bär ett halster (Sankt Laurentius). Narracott berättar för den lokala poliskonstapeln om sin iakttagelse, och känner att han har sett dem någonstans tidigare...
De fjorton är helgon som vandrar på jorden igen på sin väg tillbaka till himlen. De står framför den upptecknande ängeln och berättar för honom om sin skuld över att de uppnådde evigt liv, när de känner att de inte gjorde tillräckligt för att förtjäna en sådan belöning. Den upptecknande ängeln är avvisande, men ärkeängeln Gabriel ingriper, eftersom man varje årtusende kan överklaga domar som avkunnats. De heliga befordras i höjden och återvänder till jorden där de börjar göra goda gärningar bland behövande människor. Tillbaka i kyrkan får kyrkoherden veta att hans altarskärm från 1400-talet inte går att reparera och att helgonbilderna på den har försvunnit för gott och inte kan restaureras...

### Ön
På en isolerad ö bor Maria tillsammans med en man som är känd av de andra öborna som en helig man. Den här mannen arbetar med sina skrifter i desperat behov av en vision som gör det möjligt för honom att fullborda dem. Två män anländer till ön eftersom de har hört att himlens drottning bor där. De skickas av öborna till torpet där Maria och mannen bor, men de får veta att det inte bor någon sådan person på ön och att de borde sluta leta efter falska gudar. De två männen ger sig av. Strax därefter anländer en annan båt till ön med Jesus i sällskap med Simon och Andreas. Jesus tar Maria med sig och går på vattnet för att nå båten. Johannes stannar kvar på ön och får ny inspiration att slutföra sitt arbete..."Det var Herrens dag, och han visste genast att detta skulle bli den stora dagen i hans liv!"
(Även om det inte sägs underförstått i berättelsen, är ön utan tvekan Patmos där Johannes evangelisten eller Johannes av Patmos skrev Uppenbarelseboken. Evangelisten Johannes påstås ha tagit hand om Maria på hennes ålderdom, men i den här berättelsen är positionerna ombytta, vilket gör att Johannes får fullborda den sista boken i Bibeln.)